# Aeropuerto Internacional de Florida Suroccidental
El Aeropuerto Internacional de Florida Suroccidental (del inglés: Southwest Florida International Airport) (IATA: RSW, OACI: KRSW, FAA LID: RSW) es un importante aeropuerto propiedad del condado en la región de South Fort Myers del condado no incorporado de Lee, Florida, Estados Unidos. El aeropuerto sirve a la región del suroeste de Florida, incluidas el área metropolitanas de Cape Coral-Fort Myers, y es un puerto de entrada de la Oficina de Aduanas y Protección Fronteriza de los Estados Unidos. Actualmente es el segundo aeropuerto de pista única más transitado de los Estados Unidos, después del Aeropuerto Internacional de San Diego. En 2019, el aeropuerto atendió a 10,225,180 pasajeros, la mayor cantidad en su historia.
El aeropuerto se encuentra en 5,486 ha (13,555 acres, 21.2 millas cuadradas) de tierra al sureste de Fort Myers, lo que lo convierte en el tercer aeropuerto más grande de los Estados Unidos en términos de tamaño de tierra (después de Denver y Dallas/Fort Worth). 6,000 acres de tierra se han conservado como tierras pantanosas y se han reservado para la mitigación ambiental.

## Instalaciones
Aeródromo

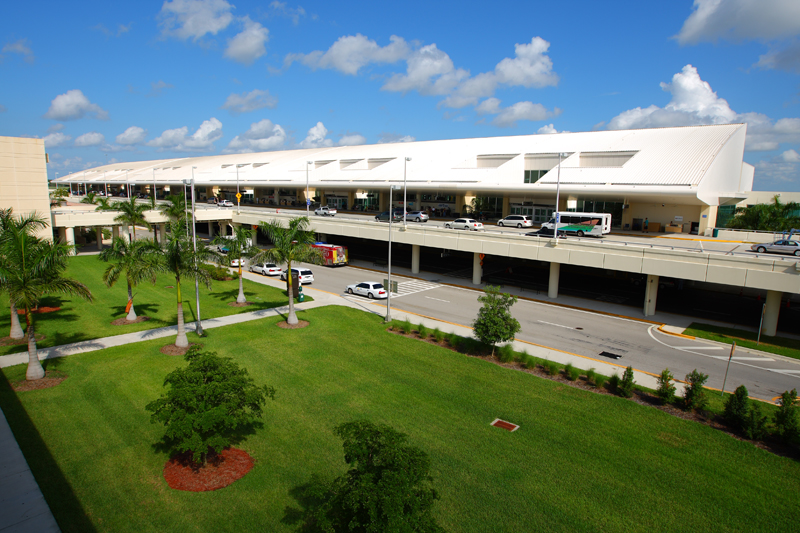
Entrada principal del aeropuerto.

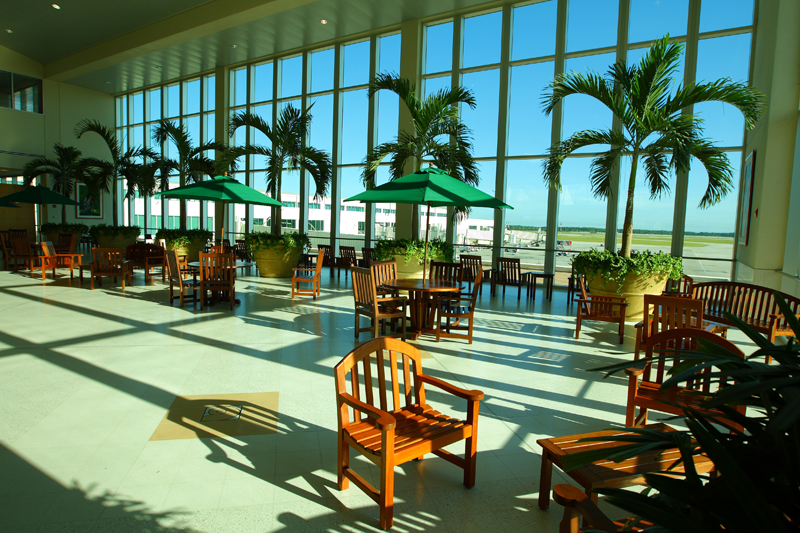
Sala Este.

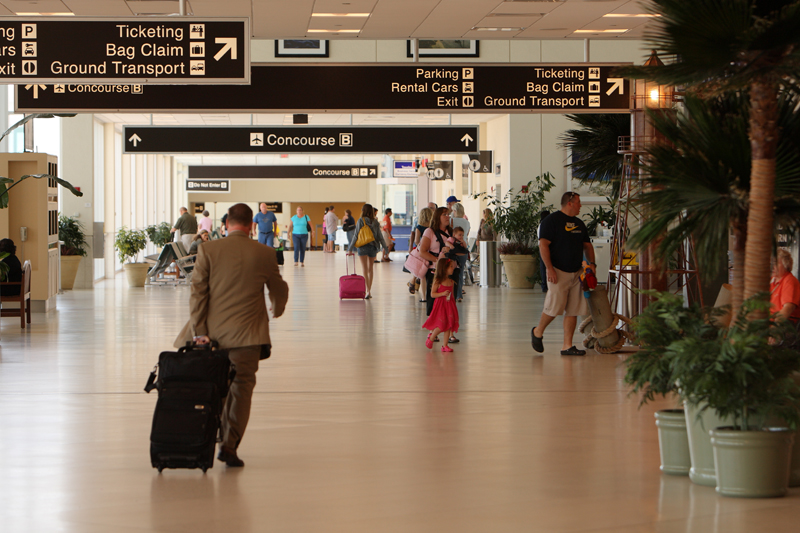
Terminal principal.

- El aeropuerto cubre 54.9 km² (13,555 acres), 16 km (10 millas) al sureste de Fort Myers.[3]

Pistas de aterrizaje
- Pista 6/24: 3,658 x 46 m (12,000 x 150 pies) Asfalto

Actividad
En 2019, el aeropuerto tuvo 85,227 operaciones de aeronaves, un promedio de 233 por día.
Terminal
- 74,100 m² (798,000 pies cuadrados)
- La capacidad de diseño es de 10 millones de pasajeros al año, con 28 puertas en 3 salas (actuales B, C y D). Los edificios de la terminal se pueden ampliar gradualmente a 65 puertas en 5 salas (A-E).

Estacionamiento
- 11,250 espacios para estacionamiento por hora/diario ubicados alrededor del edificio de la terminal principal y la entrada a la instalación.
- Hay una estructura de estacionamiento de tres pisos adyacente a la terminal principal, utilizada para albergar estacionamiento de corto plazo.
- "Lote de teléfonos celulares" de 30 espacios para los clientes que recogen a los pasajeros que llegan.

Premios
- Estudio de satisfacción del aeropuerto de J.D. Power & Associates: segundo lugar entre los aeropuertos de América del Norte con menos de 10 millones de pasajeros anuales
- Aeropuerto Comercial del Año 2008 del Departamento de Transporte de la Florida
- Airport Council International-North America Excellence in Marketing and Communications 2008: 1.er lugar en eventos especiales para el Día de la Aviación
- Airports Council International-North America 2008: 1.er lugar en conveniencia de concesiones y segundo lugar en concesiones de alimentos
- Airport Council International-North America 2009: Boletín del segundo lugar - Eventos especiales internos o por correo electrónico y segundo lugar - Puente aéreo de Berlín
- Premio al socio y defensor de empresas comerciales en desventaja de la Administración Federal de Aviación 2009
- Premio de Excelencia Ambiental 2008 del Consejo de Aeropuertos de Florida para el Parque de Mitigación
- Airport Revenue News 2008 Premio a las mejores concesiones por el mejor diseño del programa de concesiones

## Terminales
El aeropuerto tiene una terminal con tres salas: la Sala B sirve a Air Canada, Eurowings, Frontier, Southwest y Sun  Country; la Sala C sirve a Delta, United y WestJet y la Sala D atiende a American, JetBlue y Spirit. Los servicios de Aduanas e Inmigración para vuelos internacionales se encuentran en el nivel inferior de la Sala B. Las salas están completamente separadas y no están conectados a la zona de operaciones. Las designaciones de las Salas A y E se han reservado para la futura expansión planificada de la terminal.

## Aerolíneas y destinos

### Pasajeros
| Aerolíneas           | Destinos |
| -------------------- | --- |
| Air Canada Rouge     | Toronto–Pearson |
| Alaska Airlines      | Estacional: Seattle/Tacoma |
| Allegiant Air        | Allentown (inicia el 13 de noviembre de 2025), Appleton (inicia el 21 de noviembre de 2025), Des Moines (inicia el 21 de noviembre de 2025) |
| American Airlines    | Charlotte, Chicago–O'Hare, Dallas/Fort Worth, Filadelfia, Washington–National Estacional: Nueva York-LaGuardia, Phoenix–Sky Harbor (inicia el 20 de noviembre de 2025) |
| Avelo Airlines       | New Haven, Raleigh/Durham, Wilmington (DE), Wilmington (NC) |
| Breeze Airways       | Charleston (SC), Hartford, Las Vegas, Long Island/Islip, Mánchester (NH), New Haven, Portsmouth, Providence, South Bend, Wilmington (NC) Estacional: Akron/Canton, Albany (inicia el 17 de diciembre de 2025), Bangor, Burlington (VT), Columbus–Glenn, Greenville/Spartanburg, Lansing, Louisville, Newburgh, Norfolk, Nueva Orleans, Pittsburgh, Portland (ME), Raleigh/Durham, Richmond, Rochester (NY) (inicia el 8 de enero de 2026), Siracusa, Wilkes-Barre/Scranton |
| Delta Air Lines      | Atlanta, Boston, Cincinnati, Detroit, Mineápolis/St. Paul, Nueva York–JFK, Nueva York-LaGuardia Estacional: Salt Lake City (inicia el 20 de diciembre de 2025) |
| Discover Airlines    | Fráncfort |
| Frontier Airlines    | Atlanta, Chicago–O'Hare, Cincinnati, Cleveland, Denver, Filadelfia Estacional: Búfalo, Detroit, Grand Rapids, Long Island/Islip, Mineápolis/St. Paul, Siracusa, Trenton |
| JetBlue Airways      | Boston, Hartford, Newark, Nueva York–JFK, Providence, Washington–National, White Plains Estacional: Long Island/Islip (inicia el 18 de diciembre de 2025), Mánchester (NH), Worcester |
| Porter Airlines      | Toronto–Pearson Estacional: Montreal–Trudeau, Ottawa |
| Southwest Airlines   | Baltimore, Chicago–Midway, Columbus–Glenn, Dallas–Love, Denver, Indianápolis, Kansas City, Milwaukee, Nashville, Orlando, Pittsburgh, San Luis Estacional: Albany, Búfalo, Hartford, Houston–Hobby, Louisville, Providence, Rochester (NY) |
| Spirit Airlines      | Atlantic City, Boston, Charlotte, Chicago–O'Hare, Detroit Estacional: Baltimore, Charleston (SC), Columbus–Glenn, Filadelfia, Milwaukee, Nashville, Norfolk, Pittsburgh, Richmond |
| Sun Country Airlines | Mineápolis/St. Paul Estacional: Appleton (inicia el 30 de enero de 2026), Eau Claire, Madison, Milwaukee |
| United Airlines      | Chicago–O'Hare, Cleveland, Denver, Houston–Intercontinental, Newark, Washington–Dulles Estacional: Los Ángeles, San Francisco |
| WestJet              | Toronto–Pearson |

### Carga
| Aerolíneas              | Destinos                                                                      |
| ----------------------- | ----------------------------------------------------------------------------- |
| FedEx Express           | Memphis                                                                       |
| UPS Airlines            | Huntsville, Jacksonville, Louisville                                          |
| Western Global Airlines | Anchorage, Charleston (SC), Greenville/Spartanburg, Los Ángeles, Seúl-Incheon |

### Destinos internacionales
Se ofrece servicio a 4 destinos internacionales (2 estacionales), a cargo de 4 aerolíneas.
| Ciudades                                                   | Nombre del aeropuerto                           | Aerolíneas                                   |              |              |              |
| Norteamérica                                               | Norteamérica                                    | Norteamérica                                 | Norteamérica | Norteamérica | Norteamérica |
| ---------------------------------------------------------- | ----------------------------------------------- | -------------------------------------------- | ------------ | ------------ | ------------ |
| Canadá (3 destinos [2 estacionales], 3 aerolíneas)         |                                                 |                                              |              |              |              |
| Montreal                                                   | Aeropuerto Internacional Pierre Elliott Trudeau | Porter Airlines (Estacional)                 |              |              |              |
| Ottawa                                                     | Aeropuerto Internacional de Ottawa              | Porter Airlines (Estacional)                 |              |              |              |
| Toronto                                                    | Aeropuerto Internacional Toronto Pearson        | Air Canada Rouge / Porter Airlines / WestJet |              |              |              |
| Europa                                                     |                                                 |                                              |              |              |              |
| Alemania (1 destino, 1 aerolínea)                          |                                                 |                                              |              |              |              |
| Fráncfort                                                  | Aeropuerto de Fráncfort del Meno                | Discover Airlines                            |              |              |              |
| Total: 4 destinos (2 estacionales), 2 países, 4 aerolíneas |                                                 |                                              |              |              |              |

## Estadísticas

### Rutas más transitadas
| Número | Ciudad                        | Pasajeros | Aerolínea                                                                                     |
| ------ | ----------------------------- | --------- | --------------------------------------------------------------------------------------------- |
| 1      | Atlanta, Georgia              | 498,000   | Delta Air Lines, Southwest Airlines                                                           |
| 2      | Chicago, Illinois             | 390,000   | American Airlines, Frontier Airlines, Spirit Airlines, Southwest Airlines, United Airlines    |
| 3      | Mineápolis, Minnesota         | 338,000   | Delta Air Lines, Frontier Airlines, Southwest Airlines, Spirit Airlines, Sun Country Airlines |
| 4      | Detroit, Míchigan             | 321,000   | Delta Air Lines, Frontier Airlines, Spirit Airlines                                           |
| 5      | Boston, Massachusetts         | 304,000   | Frontier Airlines, JetBlue Airways, Spirit Airlines                                           |
| 6      | Charlotte, Carolina del Norte | 301,000   | American Airlines                                                                             |
| 7      | Newark, Nueva Jersey          | 276,000   | Frontier Airlines, JetBlue Airways, Spirit Airlines, United Airlines                          |
| 8      | Dallas, Texas                 | 191,000   | American Airlines                                                                             |
| 9      | Filadelfia, Pensilvania       | 187,000   | American Airlines, American Eagle, Frontier Airlines, Spirit Airlines                         |
| 10     | Baltimore, Maryland           | 171,000   | Southwest Airlines, Spirit Airlines                                                           |

### Tráfico anual
| Año  | Pasajeros | Cambio porcentual | Año  | Pasajeros | Cambio porcentual | Año  | Pasajeros | Cambio porcentual | Año  | Pasajeros  | Cambio porcentual | Año  | Pasajeros  | Cambio porcentual |
| ---- | --------- | ----------------- | ---- | --------- | ----------------- | ---- | --------- | ----------------- | ---- | ---------- | ----------------- | ---- | ---------- | ----------------- |
| 1983 | 594,185   | Sin cambios       | 1993 | 3,717,758 | 7.1%              | 2003 | 5,891,668 | 13.6%             | 2013 | 7,637,801  | 3.9%              | 2023 | 10,069,839 | 2.6%              |
| 1984 | 1,311,937 | 120.8%            | 1994 | 4,005,067 | 7.7%              | 2004 | 6,736,630 | 14.3%             | 2014 | 7,970,493  | 4.3%              | 2024 | 11,028,182 | 9.5%              |
| 1985 | 1,701,969 | 29.7%             | 1995 | 4,098,264 | 2.3%              | 2005 | 7,518,169 | 11.6%             | 2015 | 8,371,801  | 5.0%              |      |            |                   |
| 1986 | 2,129,548 | 25.1%             | 1996 | 4,317,347 | 5.3%              | 2006 | 7,643,217 | 1.7%              | 2016 | 8,604,673  | 2.8%              |      |            |                   |
| 1987 | 2,687,053 | 26.2%             | 1997 | 4,477,865 | 3.7%              | 2007 | 8,049,676 | 5.3%              | 2017 | 8,842,549  | 2.8%              |      |            |                   |
| 1988 | 3,115,124 | 15.9%             | 1998 | 4,667,207 | 4.2%              | 2008 | 7,603,845 | -5.5%             | 2018 | 9,373,178  | 6.0%              |      |            |                   |
| 1989 | 3,231,092 | 3.7%              | 1999 | 4,897,253 | 4.9%              | 2009 | 7,415,958 | -2.5%             | 2019 | 10,225,180 | 9.0%              |      |            |                   |
| 1990 | 3,734,067 | 15.6%             | 2000 | 5,207,212 | 6.3%              | 2010 | 7,514,316 | 1.3%              | 2020 | 5,978,414  | 41.5%             |      |            |                   |
| 1991 | 3,436,520 | -8.0%             | 2001 | 5,277,708 | 1.4%              | 2011 | 7,537,745 | 0.3%              | 2021 | 10,322,434 | 72.7%             |      |            |                   |
| 1992 | 3,472,661 | 1.1%              | 2002 | 5,185,648 | -1.7%             | 2012 | 7,350,625 | -2.5%             | 2022 | 10,343,802 | 0.2%              |      |            |                   |

## Accidentes e incidentes
- El 28 de noviembre de 2007 - Una aeronave de un solo motor se estrelló alrededor de las  9:20 a. m. una milla (1.6 km) al oeste de la pista 6. El accidente mató al piloto. Este fue el primer accidente desde que el aeropuerto abrió sus puertas.

## Aeropuertos cercanos
Los aeropuertos más cercanos son:
- Aeropuerto de Punta Gorda (Florida) (43km)
- Aeropuerto de Naples (45km)
- Aeropuerto Internacional de Sarasota-Bradenton (118km)
- Aeropuerto Internacional de San Petersburgo-Clearwater (156km)
- Aeropuerto de Lakeland (161km)